# Spegelsymmetri

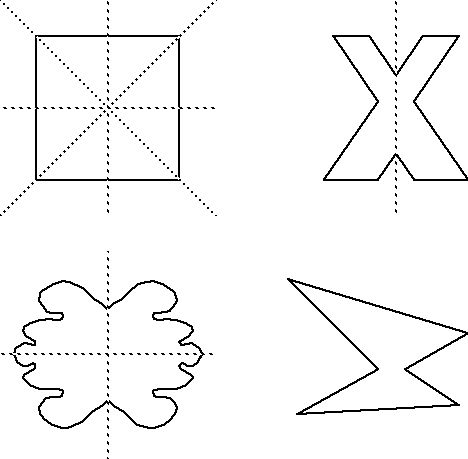
Tre av dessa tvådimensionella figurer har spegelsymmetri. De speglas i de streckade linjerna.

Spegelsymmetri, egenskap som innebär att ett föremål är identiskt med sin egen spegelbild i ett plan kallat symmetriplan eller spegelplan. I det tvådimensionella fallet motsvaras detta av att varje punkt i en plan figur speglas i en linje.